# Espaço Twistor
Em matemática e física teórica (especialmente teoria de twistor), o espaço de twistor é o complexo espaço vetorial de soluções da equação de twistor {\displaystyle \nabla _{A'}^{(A}\Omega _{^{}}^{B)}=0}. Foi descrito na década de 1960 por Roger Penrose e Malcolm MacCallum. De acordo com Andrew Hodges, o espaço de twistor é útil para conceituar a maneira como os fótons viajam através do espaço, usando quatro números complexos. Ele também postula que o espaço de twistor pode ajudar na compreensão da assimetria da força nuclear fraca.

## Motivação informal
Nas palavras de Jacques Hadamard: “o caminho mais curto entre duas verdades no domínio real passa pelo domínio complexo”. Portanto, ao estudar o espaço quadridimensional {\displaystyle \mathbb {R} ^{4}} pode ser valioso identificá-lo com {\displaystyle \mathbb {C} ^{2}.} No entanto, uma vez que não existe uma maneira canônica de fazer isso, em vez disso, todos os isomorfismos que respeitam a orientação e a métrica entre os dois são considerados. Acontece que aquele complexo tridimensional espaço projetivo {\displaystyle \mathbb {CP} ^{3}} parametriza tais isomorfismos juntamente com coordenadas complexas. Assim, uma coordenada complexa descreve a identificação e as outras duas descrevem um ponto em {\displaystyle \mathbb {R} ^{4}}. Acontece que os fibrados vetoriais com conexões autoduais ativadas {\displaystyle \mathbb {R} ^{4}}(instantons) correspondem bijetivamente a feixes holomórficos no complexo 3-espaço projetivo {\displaystyle \mathbb {CP} ^{3}.}

## Definição formal
Para o espaço de Minkowski, denotado {\displaystyle \mathbb {M} }, as soluções para a equação do twistor são da forma
{\displaystyle \Omega ^{A}(x)=\omega ^{A}-ix^{AA'}\pi _{A'}}
onde {\displaystyle \omega ^{A}} e {\displaystyle \pi _{A'}} são dois espinores Weyl constantes e {\displaystyle x^{AA'}=\sigma _{\mu }^{AA'}x^{\mu }} é um ponto no espaço de Minkowski. Os {\displaystyle \sigma _{\mu }=(I,{\vec {\sigma }})} são as matrizes de Pauli, com {\displaystyle A,A^{\prime }=1,2} the indexes on the matrices.  Este espaço de twistor é um espaço vetorial complexo quadridimensional, cujos pontos são denotados por {\displaystyle Z^{\alpha }=(\omega ^{A},\pi _{A'})}, e com uma forma hermitiana.
{\displaystyle \Sigma (Z)=\omega ^{A}{\bar {\pi }}_{A}+{\bar {\omega }}^{A'}\pi _{A'}}
que é invariante sob o grupo SU (2,2), que é uma cobertura quádrupla do grupo conforme C(1,3) do espaço-tempo compactado de Minkowski.
Os pontos no espaço de Minkowski estão relacionados a subespaços do espaço de twistores por meio da relação de incidência
{\displaystyle \omega ^{A}=ix^{AA'}\pi _{A'}.}
Esta relação de incidência é preservada sob um redimensionamento geral do twistor, então geralmente se trabalha no espaço do twistor projetivo, denotado {\displaystyle \mathbb {PT} }, que é isomórfico como uma variedade complexa para {\displaystyle \mathbb {CP} ^{3}}.
Dado um ponto {\displaystyle x\in M} está relacionado a uma linha no espaço de torção projetiva onde podemos ver a relação de incidência como dando a incorporação linear de um {\displaystyle \mathbb {CP} ^{1}} parametrizado por {\displaystyle \pi _{A'}}.
A relação geométrica entre o espaço do twistor projetivo e o espaço de Minkowski compactado e complexificado é a mesma que a relação entre linhas e dois planos no espaço de torção; mais precisamente, o espaço do twistor é 
{\displaystyle \mathbb {T} :=\mathbb {C} ^{4}.}
Tem associado a ele a dupla fibração de variedades de bandeira {\displaystyle \mathbb {P} \xleftarrow {\mu } \mathbb {F} \xrightarrow {\nu } \mathbb {M} } where {\displaystyle \mathbb {P} } is the projective twistor space
{\displaystyle \mathbb {P} =F_{1}(\mathbb {T} )=\mathbb {CP} ^{3}=\mathbf {P} (\mathbb {C} ^{4})}
e {\displaystyle \mathbb {M} } é o espaço de Minkowski compactificado e complexificado
{\displaystyle \mathbb {M} =F_{2}(\mathbb {T} )=\operatorname {Gr} _{2}(\mathbb {C} ^{4})=\operatorname {Gr} _{2,4}(\mathbb {C} )}
e o espaço de correspondência entre {\displaystyle \mathbb {P} } e {\displaystyle \mathbb {M} } é
{\displaystyle \mathbb {F} =F_{1,2}(\mathbb {T} )}
Nas circunstâncias acima, {\displaystyle \mathbf {P} } significa espaço projetivo, {\displaystyle \operatorname {Gr} } um Grassmanniano, e {\displaystyle F} uma variedade de sinalização. A dupla fibração dá origem a duas correspondências (ver também transformada de Penrose), {\displaystyle c=\nu \circ \mu ^{-1}} e {\displaystyle c^{-1}=\mu \circ \nu ^{-1}.}
O espaço de Minkowski complexificado e compactado {\displaystyle \mathbb {M} } está embutido em {\displaystyle \mathbf {P} _{5}\cong \mathbf {P} (\wedge ^{2}\mathbb {T} )} pela incorporação de Plücker; a imagem é a quádrica de Klein.